# آدریانا فاکتی
آدریانا فاکتی (ایتالیایی: Adriana Facchetti؛ زادهٔ ۶ ژانویه ۱۹۲۱–۶ اکتبر ۱۹۹۳) بازیگر اهل ایتالیا بود.

## گزیدۀ نقش‌آفرینی‌ها

### سینما
- آوریل افسون‌شده (۱۹۹۲)
- سه ایتالیایی در ریو (۱۹۸۷)
- مصاحبه (۱۹۸۷)
- جووانی، خوش‌تیپ و احتمالاً ثروتمند (۱۹۸۲)
- پیرینو، آفتی برای رهایی (۱۹۸۲)
- خانم معلم و همه کلاس در ساحل (۱۹۸۰)
- خانم معلم با همه کلاس… می‌رقصد (۱۹۷۹)
- معلم مدرسه در خانه (۱۹۷۸)
- راننده تاکسی (۱۹۷۷)
- سنبله، ثور، جدی (۱۹۷۷)
- معلم علوم تجربی (۱۹۷۶)
- پوکر در رختخواب (۱۹۷۴)
- سکس تا چه حد سرگرم‌کننده است؟ (۱۹۷۳)
- جووانونا شاسی‌بلند (۱۹۷۳)
- ضیافت تراژیک (۱۹۷۲)
- بازگشت هاله‌لویا (۱۹۷۲)
- ممنوعه‌ترین دکامرون (۱۹۷۲)
- فراتر از قانون (۱۹۶۸)
- بی‌تفاوت‌ها (۱۹۶۴)
- دختری که زیاد می‌دانست (۱۹۶۳)
- عجایب علاءالدین (۱۹۶۱)
- زیبا اما خطرناک (۱۹۵۶)

### تلویزیون
- از روی درماندگی، جولیا (۱۹۸۹)